# Dvojica sil
Dvojíca síl je par vzporednih, nasprotno enakih sil. Rezultanta dvojice sil je enaka nič, navor pa je v splošnem različen od nič in enak produktu velikosti ene od sil in razdalje med premicama, na katerih ležita sili. Če dvojici sil delujeta na neko telo, ter ga pri tem ne poskušata obračati, telo miruje ali se giblje premo in enakomerno.